# Julieta Paredes
Julieta Paredes Carvajal (La Paz, Bolivia; 1967) es una poeta, cantautora, escritora, grafitera y activista feminista descolonial aymara boliviana. Inició en 1992 Mujeres Creando  desde el activismo del feminismo comunitario.

## Trayectoria
Julieta Paredes nació el año 1967 en la ciudad de La Paz. Comenzó sus estudios escolares en 1973, saliendo bachiller el año 1984.  
En 1992, Paredes fundó junto a su entonces pareja María Galindo y Mónica Mendoza, el movimiento Mujeres Creando. La relación con Galindo terminó en 1998 y en el año 2002 se produjo una división de la organización. En el 2003 inició el llamado Mujeres creando comunidad "porque el feminismo Autónomo y Anarquista, ya no era suficiente" explicaba en 2008.  

Con mucha paciencia desde abril del 2002 fuimos construyendo relaciones con mujeres de los barrios y también de El Alto. El año 2003 cuando se da la insurrección nos encontramos con estas mujeres en las calles luchando contra el neoliberalismo y la recuperación de los recursos naturales para nuestro pueblo. Ahí las compañeras se dieron cuenta de que nuestro feminismo no era de show ni para la tele, ni tampoco for export, que en realidad nosotras éramos feministas para nuestro pueblo, desde nuestro pueblo. Desde ese tiempo, nos seguimos reuniendo en el café “Carcajada” y nació la Asamblea Feminista que es una coordinación de diversos colectivos y feministas sueltas . Julieta Paredes 2008

Julieta Paredes Carvajal es autora del libro Hilando fino desde el feminismo comunitario (2008), en el cual profundiza sobre nociones como la igualdad entre mujeres y hombres en el contexto de la cultura indígena, su posición respecto al feminismo occidental, el colonialismo y el neoliberalismo, y el papel del cuerpo y de la sexualidad en la liberación de las mujeres. Ella se define como aymara feminista lesbiana.

## Feminismo comunitario
Paredes se inscribe en un movimiento llamado feminismo comunitario, basado en la participación de mujeres y de hombres en el seno de una comunidad sin que exista una relación jerárquica entre ambos grupos, sino que ambos dispongan de un nivel equivalente de representación política. Esta concepción del feminismo -dice Paredes- se aleja del individualismo característico de la sociedad contemporánea.
El feminismo comunitario cuestiona el patriarcado no sólo colonial sino también el patriarcado que se deriva de las propias culturas y que ha marcado también un doble rasero para las mujeres. Reprochan en este sentido al indianismo que no reconozcan la existencia de opresión para las mujeres y se alejan de la mirada del esencialismo también en relación con la población india. "Los pueblos nos estamos liberando, son procesos políticos históricos, vengo de un pueblo -dice en 2016 en una de sus intervenciones en México- que no es una maravilla lo que el hermano Morales está haciendo pero es lo mejor que tenemos ahorita en la historia de nuestro pueblo y estamos construyendo". Desde ningún gobierno se hacen revoluciones señala Paredes, por ello estamos en el proceso de cambio con movimientos sociales.
"Blanquitas, blancas, para no nosotras no son las personas que tienen la piel clara sino aquellas personas que aceptan los privilegios de un sistema patriarcal, colonial y racista por la claridad de la piel. De la misma manera con nuestros hermanos hombres, no es por ser hombres sino por aceptar los privilegios que un sistema patriarcal, colonial, racista les da, lo usufructúan y no lo combaten." Por ello la construcción que se plantea es "desde la memoria larga de los pueblos".
Sin embargo, su lucha no se centra únicamente en la emancipación de las mujeres indígenas ni pertenecientes a ciertas clases sociales, sino en la igualdad de todas las mujeres. Este proceso pasaría por la toma de conciencia política de las mujeres y de la sociedad en general.